# Певец (село)
Певец (болг. Певец) — село в Болгарии. Находится в Тырговиштской области, входит в общину Тырговиште. Население составляет 129 человек (2022).

## Политическая ситуация
Певец подчиняется непосредственно общине и не имеет своего кмета.
Кмет (мэр) общины Тырговиште — Красимир Митев Мирев (инициативный комитет) по результатам выборов в правление общины.